# Aire d'intégration commune
Pour les articles homonymes, voir Aire.
L'aire d'intégration commune ou aire intégrative commune,, plus anciennement dite aire gnosique ou aire de la gnosie,  voire aire de l'interprétation, est une aire du cerveau d'un intérêt majeur pour les fonctions associatives (intégrées) d'interprétation des informations qui permettent la connaissance (gnosie) et la reconnaissance, et qui fait donc partie du cortex associatif encore appelé aires associatives.

## Anatomie
L'aire gnosique est située dans l'angle formé par le lobe pariétal et le lobe occipital au niveau du gyrus angulaire. Elle correspond aux aires 5, 7, 39 et 40 de Brodmann. Chez 90% des humains adultes elle ne se retrouve que dans l'hémisphère cérébral gauche. Elle est bordée par trois aires associatives dont elles reçoit des informations : les aires visuelle, auditive et somesthésique. Mais elle reçoit aussi des potentiels d'actions des aires gustatives et olfactives primaires, du thalamus et du tronc cérébral. Bien qu'à la naissance l'individu soit doté de deux gyrus angulaires, un par hémisphère cérébral, il est probable que l'un est rapidement inhibé au profit de l'autre. 

## Fonction
L'ancien adjectif de gnosique dérive de gnosie du grec gnôsis qui signifie connaissance. En effet l' aire d'intégration commune est celle où les informations sensorielles captées par les sens (vue, ouïe, odorat, toucher, goût) et les informations somesthésiques captées par les capteurs profonds de l'organisme  (sensations de pression, position, chaleur, douleur) provenant de toutes les régions du corps (peau, tendons, articulations, viscères…) parviennent pour être connues, reconnues et "intégrées" après avoir été traitées dans les zones corticales primaires (aire corticale visuelle, aire corticale auditive, etc.).  Devant une information complexe, l'aire d'intégration commune, va "associer" les différentes informations sensitives avec les connaissances (acquis, mémoire) du sujet pour les traduire ensuite en information à destination des aires motrices lesquelles engendreront l'action. L'aire d'intégration commune est une sorte d'entrepôt où se rencontrent les souvenirs complexes et les perceptions sensorielles et où se produit une pensée adressée au cortex préfrontal lequel y associera des informations émotionnelles encore nécessaires avant l'action.
Les physiologistes décrivent l'aire intégrative commune comme « une gare centrale qui reçoit les influx des plusieurs régions de l'encéphale, dont les aires associatives, et en communique à plusieurs autres ». Un autre exemple illustre son rôle fédérateur et intégrateur qui fait un tout des informations recueillies, les analyses et transmet celles-ci aux régions du cerveau aptes à produire la réponse appropriée : « Si l'on détecte une odeur de brûlé et que l'on voit des flammes qui commencent à s'élever au dessus d'une casserole, on comprend qu'il y a un début d'incendie et qu'il faut vite l'éteindre » grâce à l'intégration réalisée dans cette aire. Tandis que A.C. Guyton propose « Si un sujet se trouve dans la jungle et entend un bruit dans les broussailles, s'il voit les feuillages bouger et qu'il perçoit l'odeur d'un animal, il peut ne pas être capable d'interpréter exactement ce qui lui arrive à partir de chacune des sensations qu'il éprouve; toutefois l'ensemble des sensations perçues lui permet d'apprécier facilement l'existence d'un danger. C'est au niveau de l'aire d'intégration commune que toutes les pensées originaires des différentes aires sensitives sont groupées et comparées entre elles de façon à en tirer des conclusions plus approfondies que celles qui pourraient être obtenues à partir de l'une quelconque des aires d'associations seules ».

## Conséquences médicales
La destruction du gyrus angulaire dominant (gauche le plus souvent) chez un adulte survient le plus souvent à la suite d'un accident vasculaire cérébral ou d'une tumeur cérébrale. Elle entraîne chez l'adulte la perte quasi complète de sa capacité d'intégration des informations, laissant la victime dépourvu d'intelligence et incapable de réaliser les fonctions usuelles. Chez un nouveau-né la destruction de l'aire d'intégration commune n'entraine pas de conséquences graves le gyrus opposé pouvant encore développer les mêmes fonctions.